# Lituania ai Giochi della XXVIII Olimpiade
La Lituania partecipò ai Giochi della XXVIII Olimpiade, svoltisi ad Atene, Grecia, dal 13 al 29 agosto 2004, con una delegazione di 59 atleti impegnati in tredici discipline.

## Medaglie
| Medaglia | Nome                   | Sport              | Evento                    |
| -------- | ---------------------- | ------------------ | ------------------------- |
| Oro      | Virgilijus Alekna      | Atletica           | Lancio del disco maschile |
| Argento  | Austra Skujytė         | Atletica           | Eptathlon femminile       |
| Bronzo   | Andrejus Zadneprovskis | Pentathlon moderno | Gara maschile             |

## Risultati

### Pallacanestro
- Uomini

| Atleta | Classifica |
| --- | ---------- |
| V · D · M Nazionale lituana - Pallacanestro ai Giochi della XXVIII Olimpiade - Torneo maschile 4 Ginevičius · 5 M. Žukauskas · 6 Macijauskas · 7 Štombergas · 8 Šiškauskas · 9 Songaila · 10 Slanina · 11 E. Žukauskas · 12 Lavrinovič · 13 Jasikevičius · 14 Šalenga · 15 Javtokas · All. Antanas Sireika | 4°         |
| Nazionale lituana - Pallacanestro ai Giochi della XXVIII Olimpiade - Torneo maschile |            |
| 4 Ginevičius · 5 M. Žukauskas · 6 Macijauskas · 7 Štombergas · 8 Šiškauskas · 9 Songaila · 10 Slanina · 11 E. Žukauskas · 12 Lavrinovič · 13 Jasikevičius · 14 Šalenga · 15 Javtokas · All. Antanas Sireika                                                                                                |            |